# Numerià
Marc Aureli Numerià (en llatí: Marcus Aurelius Numerianus) fou el més jove dels dos fills de l'emperador Marc Aureli Car i el seu company en l'expedició contra els perses iniciada el 283.
Després de la mort del seu pare (284) fou reconegut sense oposició com a emperador juntament amb el seu germà Carí i,quan va morir a l'Àsia Menor, Carí va assumir el poder en solitari.

## Ascens al poder
El 282, les legions situades a la part alta del Danubi, de les províncies de Rècia i el Nòric van proclamar emperador al pare de Numerià, el prefecte pretorià Marc Aureli Car i van iniciar una rebel·lió contra l'emperador Probe. L'exèrcit de Probe, estacionat a Sírmium no van voler lluitar contra Car i van assassinar Probe. Car, que gairebé ja tenia seixanta, desitjava establir una dinastia i immediatament va donar als seus fills Carí i Numerià el rang de cèsar.
El 283, Car va deixar Carí a càrrec del govern de les províncies d'orient, mentre Numerià i ell i el seu prefecte pretorià Arri Àper marxaven cap a la frontera per emprendre un atac a l'Imperi Sassànida. Els sassànides estaven embolicats en una disputa amb relació a la successió del difunt rei Sapor I i no van poder presentar oposició als romans.
Segons els cronistes Joan Zonaràs, Eutropi i Sext Aureli Víctor, Car va obtenir una gran victòria contra els sassànides, es van apoderar de Selèucia i la capital, Ctesifont, ciutats situades a banda i banda del Tigris. Per celebrar-ho, Numerià, Car i Carí van adoptar el títol Persici Maximi. El pare va morir al juliol o a començaments d'agost del 283, els historiadors donen diverses versions sobre la seva mort, des d'una malaltia fins a un llamp.

## Numerià i Carí emperadors
Quan va esdevenir la mort del pare, Carí estava a Germània i va marxar cap a Roma per fer que el senat els reconegués com a nous emperadors. Numerià es va quedar a orient, ajornant el viatge a Roma, perquè esperava continuar amb l'expedició per territori sassànida.
Sota pressió de l'exèrcit va abandonar la idea i va desistir d'estendre les conquestes que ja s'havien fet, ja que una profecia establia el riu Tigris com a límit oriental màxim de l'Imperi Romà, i els soldats no volien anar més enllà.
L'exèrcit es va replegar ordenadament cap a Tràcia durant vuit mesos; Numerià va estar afectat durant aquest temps per una infecció als ulls causada suposadament per haver plorat en excés. Cap al març del 284, Numerià només havia arribat fins a Èmesa (província de Síria); al novembre estava a Àsia Menor. A Èmesa sembla que encara estava viu i amb bona salut, ja que s'han trobat monedes encunyades en aquesta data (abans d'acabar l'any 284) amb el seu nom, tot i que és impossible saber si ja estava malalt o si exercia les seves funcions amb normalitat.
En partir d'Èmesa, el personal que servia a Numerià, inclòs el prefecte Arri Àper, van dir que l'emperador patia d'una infecció als ulls i va haver de continuar el viatge dins d'un carro cobert amb cortinatges que el protegissin de l'aire i del sol. Quan el seguici va arribar a Bitínia, alguns soldats van notar una forta ferum que els recordava la d'un cos en descomposició, llavors van obrir les cortines per mirar dins del carro i el van trobar mort. De seguida va córrer el rumor que Àper, confiant que el seu crim quedaria ocult darrere les cortines, havia estat el responsable de la mort.
Segons alguns historiadors, la versió anterior seria més aviat una propaganda romana, dissenyada per amagar una derrota de Numerià a mans del governant sassànida Bahram II i la posterior mort de l'emperador romà. D'aquesta derrota només en va fer un lleuger esment Joan Zonaràs, el qual va escriure que Numerià, derrotat, va escapar viu dels seus enemics, i Joan Malales, qui va escriure que Numerià, abans de començar la campanya contra els perses va anar a matar el bisbe d'Antioquia, Babila, però en aquesta sortida fou assetjat a Carres, capturat i després li van arrencar la pell. Més enllà de la veracitat de la seva captura i mort, el que sí que sembla cert és que fou derrotat. En aquest cas, és possible que en la imatge d'un baix relleu trobat a Naqsh-e Rostam, que representa un emperador romà agenollat davant d'un rei persa, podria ser una representació de Numerià derrotat.

## Després de la mort de Numerià
En saber-se la mort de Numerià, l'Imperi es va desestabilitzar i el seu germà va haver de fer front a dos usurpadors: un es deia Julià i el va derrotar sense problemes, l'altre era Dioclecià, cap de la cavalleria de la guàrdia pretoriana, que va ser escollit pels generals de la zona.
Arri Àper, prefecte del pretori, que havia ocultat la mort i havia actuat darrerament com a representant de l'emperador, fou objecte de les pitjors sospites; quan va arribar Carí per enfrontar-se a Dioclecià, Arri Àper va matar Carí, en un intent de guanyar-se el favor del qui tenia més soldats a favor, Domicià. Mort Carí, les tropes es van aplegar per jurar fidelitat al nou emperador, llavors Domicià va demanar que Àper fos dut a la seva presència i finalment el va apunyalar al cor en presència de tots.
Segons la Història Augusta, Numerià era apreciat pels soldats per la seva amabilitat, afabilitat, temperament i austeritat, a més era un gran orador i poeta.